# Tangelo Park
Tangelo Park és una concentració de població designada pel cens dels Estats Units a l'estat de Florida. Segons el cens del 2000 tenia 2.430 habitants.

## Demografia
Segons el cens del 2000, Tangelo Park tenia 2.430 habitants, 747 habitatges, i 595 famílies. La densitat de població era de 2.759,5 habitants/km².
Dels 747 habitatges en un 37,8% hi vivien nens de menys de 18 anys, en un 42,3% hi vivien parelles casades, en un 30,8% dones solteres, i en un 20,3% no eren unitats familiars. En el 15,5% dels habitatges hi vivien persones soles el 4,6% de les quals corresponia a persones de 65 anys o més que vivien soles. El nombre mitjà de persones vivint en cada habitatge era de 3,25 i el nombre mitjà de persones que vivien en cada família era de 3,58.
Per edats la població es repartia de la següent manera: un 33,5% tenia menys de 18 anys, un 9,5% entre 18 i 24, un 26,5% entre 25 i 44, un 23% de 45 a 60 i un 7,4% 65 anys o més.
L'edat mediana era de 30 anys. Per cada 100 dones de 18 o més anys hi havia 80 homes.
La renda mediana per habitatge era de 32.568 $ i la renda mediana per família de 33.710 $. Els homes tenien una renda mediana de 22.379 $ mentre que les dones 20.027 $. La renda per capita de la població era d'11.744 $. Entorn de l'11,3% de les famílies i el 13,9% de la població estaven per davall del llindar de pobresa.

## Poblacions més properes
El següent diagrama mostra les poblacions més properes.